# Informationsökonomik
Die Informationsökonomik ist ein Teilgebiet der Wirtschaftstheorie, die analysiert, wie Informationen und Informationssysteme die Wirtschaft und wirtschaftliche Entscheidungen beeinflussen. Sie bezieht sich auf die Kosten, die mit der Beschaffung und Bereitstellung von Information verbunden sind. Sie untersucht den Austausch zwischen den Akteuren (z. B. den Kunden) und die Auswirkungen unterschiedlicher Informationsstände bzw. -bedingungen auf die Funktionsweise ökonomischer Systeme. Bei der Wirtschaftstheorie, die hier thematisiert wird, geht es konkret um einige Theorieelemente aus der neuen Institutionenökonomik, je nach verwendeten Randbedingungen und Definitionen eventuell auch aus der „Behavioral Economics“, der verhaltensorientierten Ökonomik.

## Grundlegendes

### Asymmetrische Informationsverteilung
Eine asymmetrische Informationsverteilung zwischen den Akteuren hat sowohl Auswirkungen auf die interne Struktur einer Organisation (effiziente Organisation, vertikale/horizontale Integration …), als auch Auswirkungen auf das Verhalten eines Akteurs am Markt (Preissetzung, Kartellbildung …).

#### Arten der Unsicherheit, unterschieden aufgrund von asymmetrischer Informationsverteilung
In der Informationsökonomik werden folgende Arten von Unsicherheit unterschieden (aufgrund asymmetrischer Informationsverteilung):
- Ereignisunsicherheit (exogene Unsicherheit)
- Marktunsicherheit (endogene Unsicherheit)

Dabei unterscheidet sich der Grad der Unsicherheit je nachdem, um welche Güter es sich handelt:
- Suchgüter
- Erfahrungsgüter
- Vertrauensgüter

Die Qualität von Suchgütern kann man schon vor dem Kauf feststellen (beim Suchen), die von Erfahrungsgütern erst nach dem Kauf (durch die eigene Erfahrung) und die Qualität von Vertrauensgütern nur sehr schwer oder gar nicht. Das wohl bekannteste Beispiel für ein Vertrauensgut ist ein Medikament: Man weiß nicht, ob es einen gesund gemacht hat oder ob die Genesung auf andere Faktoren zurückzuführen ist; man muss dem Arzt diesbezüglich vertrauen.

### Prinzipal-Agenten-Beziehungen
Der Informationsökonomik kommt v. a. in Prinzipal-Agenten-Beziehungen eine große Rolle zu. Mit dem Setzen von Anreizen (monetär / nicht-monetär) soll der Agent dazu bewogen werden, sich im Sinne des Prinzipals zu verhalten. Der Prinzipal hat keine oder nur unvollständige Informationen über das Verhalten des Agenten.
Aus dem Dilemma der unvollständigen Informationen heraus kommt es zu den Folgeproblemen der "Adverse Selektion" und des "Moral Hazard". Strategien zur Lösung der Probleme sind zum einen das Signalisieren privater Informationen (Signalling) und zum anderen das Überwachen (Monitoring) des Agenten-Verhaltens. Beides verursacht Kosten. Eine andere Möglichkeit ist die des Screening. Dabei sammelt der Principal ex-ante Informationen über potenzielle Agenten. Mit Hilfe der Informationen können dann die Agenten beurteilt werden. Dies verursacht beim Principal Screening-Kosten und evtl. beim Agenten Signalling-Kosten.
Beispiel:
Ein Unternehmen A möchte durch die Einhaltung der QS 9000-Norm signalisieren, dass seine Arbeitsweise regelmäßig überwacht und protokolliert wird. A hat mehrere direkte Wettbewerber, die vergleichbare Produkte herstellen. Ein Unternehmen B möchte Produkte kaufen, die A und seine Wettbewerber herstellen. Um sich einen Überblick über die Qualität der Anbieter auf dem Markt zu verschaffen, führt er ein "Screening" durch. D. h., er sammelt ihm zugängliche Informationen, die ihm die Beurteilung der Anbieter und ihrer Produkte ermöglicht.
A signalisiert somit über die QS 9000, dass seine Produkte qualitativ überwacht werden und somit "besser" sind, als die der Wettbewerber. B führt ein Screening durch, in dem er Informationen sammelt und Unternehmen vergleicht. Dies verursacht, wie oben schon dargestellt, sowohl bei A als auch bei B Kosten.

## Auszeichnung von Wissenschaftlern, die sich mit Informationsökonomik befasst haben
2001 wurde der Nobelpreis in Wirtschaftswissenschaft an die drei Ökonomen George A. Akerlof, A. Michael Spence und Joseph E. Stiglitz verliehen, welche in Teilen die moderne Informationsökonomik mitbegründet, zumindest einige bedeutendere Beiträge dazu erarbeitet haben.